# Plume (ecologia)
In idrogeologia, il plume (detto anche plumen o pennacchio) è quella parte di un acquifero sotterraneo che, in una situazione di contaminazione da sostanze pericolose, trasporta le sostanze contaminanti. Il termine viene impiegato, per esempio, nelle normative vigenti sulla bonifica di siti contaminati da sostanze pericolose (Decreto Legislativo 152 del 3 aprile 2006).
L'individuazione del plume avviene attraverso lo studio di un modello idrodinamico dell'acquifero e il campionamento delle acque sotterranee attraverso una maglia di piezometri.